# Mulchén
Mulchén é uma comuna da província de Biobío, localizada na Região de Biobío, Chile. Possui uma área de 1.925,3 km² e uma população de 29.003 habitantes (2002).
A comuna limita-se: a norte com Laja, Santa Bárbara e Quilaco; a leste com Quileco; a sul com Collipulli (Região da Araucanía); a oeste com Negrete e Renaico (Região da Araucanía).